# Concow (Kalifornien)
Concow (Maidu: Koyoom Kʼawi, dt. „Wiese“) ist ein gemeindefreies Gebiet und ein Census-designated place (CDP) in den Ausläufern der Sierra Nevada im Butte County im US-Bundesstaat Kalifornien. Aufgrund steigender Arbeitslosigkeit und immer wieder auftretender Landschaftsbrände sank die Bevölkerungszahl in den vergangenen hundert Jahren von mehreren Tausend zu einigen Dutzend. Am 8. November 2018 zerstörte ein Landschaftsbrand, das sogenannte Camp Fire, den größten Teil von Concow sowie die benachbarte Gemeinde Paradise.
Concow ist nach dem Stamm der Indigenen Amerikas, die ursprünglich in diesem Gebiet beheimatet waren, den Concow Maidu benannt. Die ursprünglichen Bewohner ernährten sich von Lachsen aus dem Feather River, Eicheln und Pinienkernen, Wildbret, Blauem Holunder (nō-kōm-hē-i'-nē) und anderem, was in den kalifornischen Hügeln verfügbar war.

## Geschichte
„Am Anfang schuf Wahno-no-pem, der Große Geist, alle Dinge. Bevor er ankam, war alles auf der Erde und in den Himmeln in Dunkelheit und Finsternis verborgen, aber wo er erschien, war er das Licht. Aus seinem Wesen, mit seinem Atem schuf er die Sonne, den Mond und die zahllosen Sterne und heftete sie an die blauen Gewölbe der Himmel.“

### Kolonisierung
Es gibt keinen Hinweis auf eine äußere Macht, welche die Concow-Region oder die sie während der Spanischen Kolonisation 1697–1821 oder der Mexikanischen Ära 1821–1846 bewohnenden Stämme beherrschten, die durch die Ausbreitung der kalifornischen Sklaven-Ranchos charakterisiert waren. Die Concow-Region liegt 30 km nördlich der Stadt Oroville (benannt in einem anglo-spanischen Mischwort mit der Bedeutung Gold-Stadt) und etwa in derselben Distanz östlich der Kleinstadt Chico (benannt nach dem Rancho del Arroyo Chico – dt. etwa „Ranch am kleinen Bach“). Das Rancho del Arroyo Chico wurde 1844 aufgrund einer Landüberlassung durch die mexikanische Regierung gegründet, zwei Jahre, bevor Kalifornien durch US-amerikanische Truppen besetzt wurde, ein Hinweis darauf, dass es mexikanische Autoritäten in der Nähe der Concow-Region gab, aber keine Autorität über die Region herrschte.

### Entdeckungen
Ungeachtet der Machtverhältnisse begannen Fallensteller wie Jedediah Smith, Michel Laframboise und John Work im Jahr 1828, Kontakte mit den Maidu der Concow-Region aufzunehmen. Der Beckwourth Trail begründete 1851 die erste Transportroute in die Concow-Region. Die Route führte nicht direkt durch das heutige Concow, vielmehr verlief der Trail über eine Reihe von Berggraten 10 Meilen (16 km) weiter östlich.
Es kam sehr bald zum Ausbruch von Krankheiten wie Lungenentzündungen und Malaria, gegen welche die Maidu keine natürliche Immunität besaßen.

### Kopfgeld und Auslöschung
Die Kleinstädte Marysville und Honey Lake zahlten Kopfgelder für Skalps von Indianern. Die Verantwortlichen von Shasta City boten 5 Dollar für jeden ihnen übergebenen Indianerkopf.
Der damalige Kriegsminister Jefferson Davis schrieb 1854 an den Senat von Kalifornien, dass ihre 'Kriegs'-Aufwendungen nicht ohne die Original-Lieferscheine genehmigt werden könnten, um den vom Kongress beabsichtigten Zweck zu prüfen.:509 Kalifornien wurden 924.259,65 USD (23,4 Millionen USD in Preisen von 2010) durch die Bundesregierung der Vereinigten Staaten erstattet sowie im Jahr 1861 erneut 229.981,67 USD für die dazwischen liegenden Jahre.

### Besiedlung
Bald erfolgte die dauerhafte Besiedlung. Bis 1856 waren mehrere Gemeinden fest etabliert. Das Wachstum dieser Siedlungen beschleunigte sich, nachdem Charles Curtis 1858 eine Zollbrücke über den Feather River bei Nelson's Bar (einer heute im Lake Oroville versunkenen Siedlung) errichtet hatte. Im Folgejahr (1859) wurde eine zusätzliche Brücke durch die Einwohner von Whiskey Town über den Feather River gebaut, gerade nördlich der Concow-Region. Im Grunde gab es vom heutigen Oroville aus einen Trail nach Norden mit einer Brücke, und vom heutigen Magalia aus einen Trail nach Süden mit einer Brücke.

### Vertreibung der verbliebenen Maidu
Nach einem Jahrzehnt des Genozids und der gewaltsamen Umsiedlung wurden die letzten verbliebenen Kon Kow-Völker 1859 gewaltsam durch Rancher aus dem Tehama County vertrieben; dies war Teil einer größeren 'Razzia' in vier Countys. Sie wurden in der Mendocino Reservation festgehalten, bis die California Reservation Administration im Camp aufgrund fehlender Finanzierung zusammenbrach, was wiederum dem Bürgerkrieg an der Ostküste geschuldet war. Die Kon Kow wurden daraufhin in die Nome Cult Farms der Round Valley Reservation deportiert.
Bis 1862 waren die letzten indigenen Einwohner von Concow zusammen mit nicht zu ihnen gehörenden Menschen aus dem umliegenden Gebiet in der überfüllten Round Valley Reservation verhungert. Das nasskalte Küstenklima in der Reservation bildet einen starken Kontrast zum trockenen Klima von Kaliforniens „Gold Country“, an welches sie gewöhnt waren. Auf dem Höhepunkt des US-amerikanischen Bürgerkriegs wurden für die Reservationen in Kalifornien keine Mittel bereitgestellt.

### Einige Maidu verlassen die Reservation
In dem sich Ende September abkühlenden Wetter, am 24. September 1862, motivierte eine Kombination aus den armseligen Bedingungen im Camp, der erzwungenen Teilnahme an einem Massaker an den lokalen Wailaki-Völkern, Drohungen der örtlich ansässigen Weißen, im kommenden Winter die Einwohner der Reservation zu massakrieren, und einem im Winter bevorstehenden Desaster (unter Aufsicht des Indianeragenten James Short:787) eine Gruppe von 400 Maidu, das Camp zu verlassen.
Diese Gruppe bestand aus Männern, Frauen, Kindern und Alten. Sie brachen unter der Führung von Tome-ya-nem ohne Vorräte zum 130-Meilen-Marsch (210 km) zurück in ihre Heimat im Concow Valley auf. Für gut ernährte, gesunde junge Erwachsene wäre dies ein Zehn-Tage-Marsch gewesen. Sie kamen bis ins heutige Chico, wo der Agent Hanson eine Vereinbarung mit John Bidwell schloss, die Kon Kow zu stoppen und bei Bidwell's Bar (heute vom Lake Oroville überflutet) zu internieren. Unter der Aufsicht von Sub Agent Eddy wurden sie für 10 US-Cent pro Stunde (2,72 USD in Preisen von 2013) beim Bau der Straße von Chico nach Humboldt und für Dienste bei verschiedenen Arbeitgebern der Region beschäftigt.

### Massaker
Im folgenden Frühjahr wurden drei kleine Kinder angegriffen. Zwei Jungen wurden getötet; das entführte Mädchen entkam, nachdem sie zu einem Marsch in ein Dorf in der Nähe des heutigen Concow gezwungen wurde, was heute als Pence-Massaker bezeichnet wird. Die Morde fanden im heutigen CDP Concow, neun Meilen (14,5 km) vom Concow Valley entfernt statt – die KonKow wurden beschuldigt. Dies geschah während dokumentierter Vorfälle, bei den sich örtlich ansässige Weiße als 'Indianer' verkleidet hatten und Verbrechen begingen sowie zahlreiche Planwagenzüge von verschiedenen Sierra-Völkern ‒ Indigenen, Spaniern und Weißen ‒ angegriffen und geplündert wurden. Alles deutet darauf hin, dass die Kinder von einer kleinen Gruppe junger indigener Männer entführt worden waren. In den folgenden Tagen wurden 611 KonKow von einem 500 Mann starken Trupp einer weißen Bürgerwehr ermordet, die planten, jeden Nicht-Weißen im Butte County zu töten. M.H. Wells versteckte 50 Kon Kows in seinem Laden Yankee Hill in den Hügeln oberhalb des Camps bei Bidwell's Bar; die Bürgerwehr entdeckte diese Leute. In einem Kompromiss verhörte die Bürgerwehr diese Leute und befand vier für 'schlechte Menschen'. Sie wurden zu zweit aneinander gefesselt und mit einem Vorsprung laufen gelassen, bevor die Bürgerwehr das Feuer auf sie eröffnete – zwei der vier wurden erschossen. Der Rest wurde ins Camp geführt. Aufgrund eines Beschlusses, der auf einer öffentlichen Versammlung auf der Pence Ranch am 27. Juli gefasst wurde,:743:743 suchte eine Gruppe von 12 Leuten unter der Führung von Thomas McDonald aus Cherokee und M.H. Wells aus Yankee Hill die restlichen Indianer in der Umgebung, fand sie und überzeugte sie davon, zu ihrer eigenen Sicherheit in das Bidwell-Camp zurückzukehren. Eine Gruppe von  26 Personen unter der Führung von G.G. Marquis aus Concow, unter ihnen Mr. Pence aus dem Messilla Valley, B.P. Hutchinson aus Cherokee Flat und John Chapman aus Cherokee Ravine, sammelte Spenden, um die Kosten für die Vertreibung der Kon Kow zu decken. Schließlich wurden 461 Menschen, darunter die aus dem Round Valley zurückgekehrten, bei Bidwell's Landing versammelt. Aus dieser Gruppe wurden zwei wegen der Entführung und Tötung der Lewis-Kinder an einen Baum gebunden und von einem Exekutionskommando hingerichtet. Der örtliche Vertreter der US-Regierung, Major George M. Hanson, Superintendent für Indianerangelegenheiten in Nord-Kalifornien, und der Vertreter der Miliz des Bundesstaates, Captain Augustus W. Starr, wurden am 31. Juli entsandt, um die Lage zu beurteilen, waren aber unsicher darüber, was mit der Volksbewegung zu tun sei oder wie die Akte von Selbstjustiz zu stoppen seien. Die nachfolgenden Befehlshaber von Camp Bidwell im Verlauf des August, Captain Alfred Morton und dann Major Ambrose E. Hooker – fehlen in der frühen Korrespondenz von Captain Starr, der sich nach Richtlinien für die Behandlung der steigenden Zahl von 'Kriegsgefangenen' der Konkow erkundigte.:806

### Schluss
Nach Konsultationen mit Superintendent Hanson und den Vorgesetzten Colonel Richard Cloyd Drum and General George Wright erging durch letzteren mit der Post Order No. 6 der Befehl an Captain Starr, 23 Soldaten der Kompanie F des 2. Freiwilligenregiments der kalifornischen Kavallerie zu führen und die nun inhaftierten Indianer über 110 Meilen (180 km) von Camp Bidwell nach Round Valley auf dem Nome Cult Trail zurück zu führen, was zu einem zwanzigtägigen Todesmarsch wurde, an den heute der KonKow Trail of Tears erinnert. Ungeachtet der Bemühungen der Soldaten und der Pence-Resolution, die Lebensmittelgaben und Schutzmaßnahmen, Pferde und Wagen anordnete, wurden doch alle, die im Verlauf des Marsches das Anfang September trockene und heiße Sacramento Valley – wo die Nachmittagstemperaturen 90 °F (32 °C) betrugen – oder die 6.000 Fuß (1.800 m) hohen North Coast Ranges nicht durch- und überqueren konnten, ohne Nahrung und Wasser zurückgelassen und bald von einer Rotte Wildschweine getötet, die sich hinter der Gruppe formiert hatte und ihr folgte; den Überlebenden wurde befohlen, im Round-Valley-Internierungslager zu bleiben, sonst würden sie ohne Vorwarnung erschossen. Ihnen wurden von den Soldaten keine Lebensmittel zur Verfügung gestellt, sodass sie im folgenden Winter verhungerten.

### Indigene Schurkenbanden
Eine Bande von Kon Kow Maidu verließ 1864 die Round Valley Reservation und kehrten in ihre Heimat zurück. Der Reservation Agent schickte einen Brief an das Postamt in Concow, in dem ihr Weggang angezeigt und sie als 'feindlich' erscheinend beschrieben wurden. Was aus dieser Bande wurde, ist nicht bekannt. Im August des darauf folgenden Jahres wurde eine Gruppe von 25 Kon Kow angegriffen und getötet, nachdem ein Raubüberfall einschließlich zweier Morde auf das Heim von Robert Workman verübt wurde, was als Three Knolls Massacre bekannt wurde und als kleinere Episode im Mill-Creek-Krieg angesehen wird. Im Februar des darauf folgenden Jahres wurden weitere fünf Kon Kow als Vergeltung für die Morde im Vorjahr getötet.

### Relikte der Maidu
Die heutigen Einwohner von Concow, zu denen wenige Maidu zählen, finden gewöhnlich Relikte der Maidu in Form von Glasperlen und Steinwerkzeugen, wenn sie in ihren Heimstätten oder darum herum graben. Es gibt weder ein Denkmal, noch eine Tafel oder ein anderes Zeichen der Erinnerung, die an das Schicksal der KonKow im Concow Valley erinnern würde. Wenn überhaupt, dann ist nur wenigen der heutigen Einwohner die Geschichte bewusst.

### Entstehung der Gemeinde
Während von 1882 bis 1906 in Concow ein Postamt betrieben wurde, welches mehrfach verlegt wurde, erfolgte 1895 die Umbenennung von Con Cow zu Concow; die Region war spärlich besiedelt und wurde von wenigen Familien von Ranchern dominiert. Die Wirtschaft der Region stieg und fiel mit den Lieferungen für den Goldrausch, den Anforderungen des Bürgerkriegs an Terpentinöl aus Kiefern, dem Holzeinschlag und der Wasserversorgung, die den Betrieb von Viehhaltungen ermöglichte. Der ökonomische Status stieg und ebbte über ein Jahrhundert wieder ab, weil der Zugang zur Region schwierig war.
Ein vierspuriger Ausbau der California State Route 70 erfolgte 1962 um die Westseite des neu entstandenen Lake Oroville herum und führte bei Jarbo Gap auf den bestehenden Highway 70 zurück.

### Landschaftsbrände
Seit 2000 tobten zunehmend größere Brände durch Concow.

#### Brand von 2000
Am 19. und 20. September tobte ein Brand, welcher 14 Gebäude zerstörte. Als erster und kleinster Brand der 2000er in Concow wütete er auf einer Fläche von 2.000 Acres (809 ha) und galt damals als Großbrand.

#### Brand von 2008
Im Juni 2008 zerstörte ein Landschaftsbrand, als Teil der Butte Lightning Complex Fires, 60.000 Acres (mehr als 24.000 ha) und 250 Gebäude. Von diesen Gebäuden waren 220 illegal, weil sie nicht den Bauvorschriften entsprechend errichtet waren, Bauinspektionen vernachlässigt hatten oder nicht genehmigte Baumaterialien verwendet hatten. Aufgrund ihrer Herkunft aus der Zurück-aufs-Land-Bewegung war ein Bauen nach Vorschriften in der Gemeinde zunächst nicht möglich und ist mit dem Ethos in der Gemeinde nicht vereinbar. Das County bot für den Wiederaufbau spezielle Sonderfreigaben an, aber die Gemeinde war bereits abgerissen worden. Die Zurückbleibenden bilden nur einen Schatten der ursprünglichen Gemeinde.

#### Brand von 2012
Am 26. September 2012, um 15:10 Uhr, verwüstete ein Brand 60 Acres (24,3 ha) an der Concow Rd. / Jordan Hill Rd. Freiwillige von CAL FIRE, El Medio Fire, City of Oroville Fire Department, United States Forest Service und Butte County Fire löschten den Brand. Insgesamt wurden 120 zu dem Brand gerufen.

#### Brand von 2018
Am 8. November 2018 wurde um 06:33 Uhr PST ein Brand an der Camp Creek Road nahe Pulga gemeldet. Kurz nach Ausbruch des Brandes ordnete das Butte County Sheriff's Office die Evakuierung der umliegenden Gemeinden an und ging zur Lebensrettung über. Am ersten Tag wurden die Kleinstadt Paradise und die Gemeinde Concow zerstört. Bis zum 13. Dezember berichtete das Butte County Sheriff's Department, dass mindestens sechs Personen in Concow während des Camp Fire ums Leben kamen. Ein umgestürzter Baum blockierte die Haupt-Evakuierungsroute von der Stadt, und einige Einwohner überlebten nur durch einen Sprung in den Bach.

## Geographie
Laut dem United States Census Bureau hat der CDP eine Gesamtfläche von 73 km², von denen 70 km² Land- und 1 km² (1,4 %) Wasserfläche sind.
Aus unbekannten Gründen gab es bis 1990 keine Akten beim US Geological Survey mit dem Namen der Gemeinde. Andere, nahegelegene Gemeinden sind The Pines (USGS Objekt-ID 268203) und Deadwood (USGS Objekt-ID 1655957).
Die Gemeinde liegt abseits der California State Route 70 nördlich von Cherokee. Die Infrastruktur ist minimal. Es gibt eine Concow Elementary School (Grundschule), einen Concow Dam and Reservoir (Staudamm und -see) und die vorrangig asphaltierte Zugangsstraße – die Concow Road.

## Demographie
Der erste Zensus der Concow-Region fand 1990 statt. Beim ersten Kontakt mit den Indigenen lag die Bevölkerungszahl in Concow bei über 1.000, es wird jedoch nicht berichtet, dass die Bevölkerung einst umfangreicher war und die Menschen an Cholera erkrankt waren. Die Zahlen von 1850 und 1860 beziehen sich größtenteils auf die KonKow und gingen aufgrund der Massaker und der Deportationen zurück.

### 2000
Der Zensus 2000 zählte 1.095 Personen in 571 Haushalten und 319 Familien. Die Bevölkerungsdichte betrug 11,2 je km², die Haushaltsdichte 5,9 je km². In den Haushalten wohnten zu 24 Prozent Kinder unter 18 Jahren; die Hälfte bestand aus verheirateten Paaren, 8 % waren alleinerziehende Mütter, und 30 % waren Nicht-Familien; 23 % waren Singles, von denen ein Drittel älter als 65 Jahre war. Der Median des Familieneinkommens betrug 41.250 USD, das Pro-Kopf-Einkommen lag bei 15.829 USD. Das bedeutete, dass 27 % der unter 18jährigen und 14 % der Gesamtbevölkerung unter der Armutsgrenze lebten. Die Zusammensetzung nach „Rasse und Ethnie“ lag bei 91 % Weißen. Außerdem gab es (in absoluten Zahlen) zehn Afroamerikaner, 25 Indigene und 52 Latinos.

### 2010
Das Butte Lightning Complex Fire zerstörte 2008 308 Wohngebäude, damals 54 % der bewohnten Gebäude. Der Zensus 2010 konstatierte, „der stärkste [regionale] prozentuale Bevölkerungsrückgang fand mit 35 % im feuergeschundenen Concow statt, wo die Zahl auf 710 [Personen] fiel“.
Der Zensus von 2010, zählte 710 Personen in 360 Haushalten, die 178 Familien bildeten. Die Bevölkerungsdichte betrug 10 je km², die Haushaltsdichte lag bei 5 je km². In den Haushalten lebten zu 30 % Kinder unter 18 Jahren. Von den Failien beherbergten 59 % Kinder unter 18, 82 % waren Ehepaare. Die Zusammensetzung nach „Rasse und Ethnie“ lag bei 85 % Weißen sowie (in absoluten Zahlen) 28 Indigenen und 57 Latinos.

### 2020
Beim Camp Fire 2018 wurde Concow nahezu vollständig zerstört.
Der Zensus von 2020 zählte 402 Personen in 305 Haushalten, ein Rückgang um 43 %. Die Zusammensetzung nach „Rasse und Ethnie“ lag bei 78 % Weißen.

## Wirtschaft

### Historisches
Historisch gesehen bot die Concow-Region Lebensraum für Jäger-und-Sammler-Gesellschaften, Möglichkeiten der Terpentin-Gewinnung, der Milchproduktion, des Ranchings, der Forstwirtschaft, der Wasserversorgung und in außerhalb der Siedlungsräume gelegenen Gebieten mit Granitsanden – für die Gold-Gewinnung und für damit in Zusammenhang stehende Gewerbe. In der Region ist laut einer Karte von 2010 Holzproduktion geplant, außerdem 5 bis 10 Acres (2 bis 4 ha) Wohngebiete in den Hügeln, ein kleines Wohngebiet mit einem Acre (0,4 ha) in den Hügeln, und einige kleine Gebiete für Gewerbe.

### Informelle Wirtschaft
In den 1980er und 1990er Jahren wurde der CDP regional bekannt für einen bedeutenden Anteil der informellen Wirtschaft und der Vermarktung ihrer Produkte an der Warenwirtschaft.

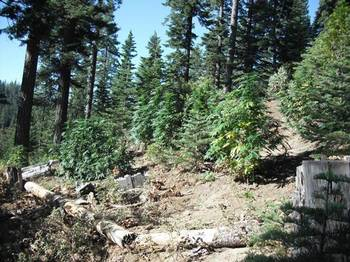
Typischer „Concow Pot Garden“ (2013)

Ein Großteil der informellen Wirtschaft produziert Marihuana. Während des Brandes von 2008 wurden große bewässerte Plantagen entdeckt.
Die Warenwirtschaft produzierte im Jahr 2000 etwa 17,5 Millionen USD aus legalen Quellen. Während der Brände 2008 und danach wurde Marihuana im Wert von geschätzten 50 Millionen USD vernichtet, was zeigt, dass das Pro-Kopf-Einkommen der Region unterschätzt wird. Die Marihuana-Produktion der Region beträgt 1/3 Prozent der kalifornischen Gesamtproduktion von 14 Milliarden USD. Mit einer Bevölkerung von 710 Personen 2010 ergibt sich ein Pro-Kopf-Einkommen von 70.000 USD. Der Brand von 2008 zerstörte den Großteil des schützenden, schattenspendenden Kronenbereichs des Waldes. Dies führte zu zu einem Wandel der Vegetation zu einem meist exponierten, sonnigen und heißen Chaparral. Die Wachstumsbedingungen sind in dessen Mikroklima völlig verändert, was sich in gesunkenen Erträgen widerspiegelt.

### Strukturwandel in der Wirtschaft
Mit der Zerstörung der meisten unerlaubten Gebäude und des Waldes beim Brand von 2008 hat sich die Struktur von Wohngebieten, gewerblich genutzten Flächen, industriellen Anlagen der informellen wie der regulären Wirtschaft sowie der Erholungsnutzung verändert. In der Concow-Region gab es überhaupt keine großflächige Siedlungsentwicklung mehr. Vom 'Bauch' der Baby-Boomer wurde ein stetiger Zustrom an Ruheständlern in der Region erwartet. Die Bevölkerung ist jedoch bis heute ungeachtet der Ruheständler geschrumpft.

## Bildung
In der Gemeinde ist die Grundschule Concow Elementary School ansässig.

## Persönlichkeiten
- Bill Godbout, ein Pionier des Computerzeitalters, starb 2018 während des Camp Fire in Concow.